# Punti più alti dei Paesi europei

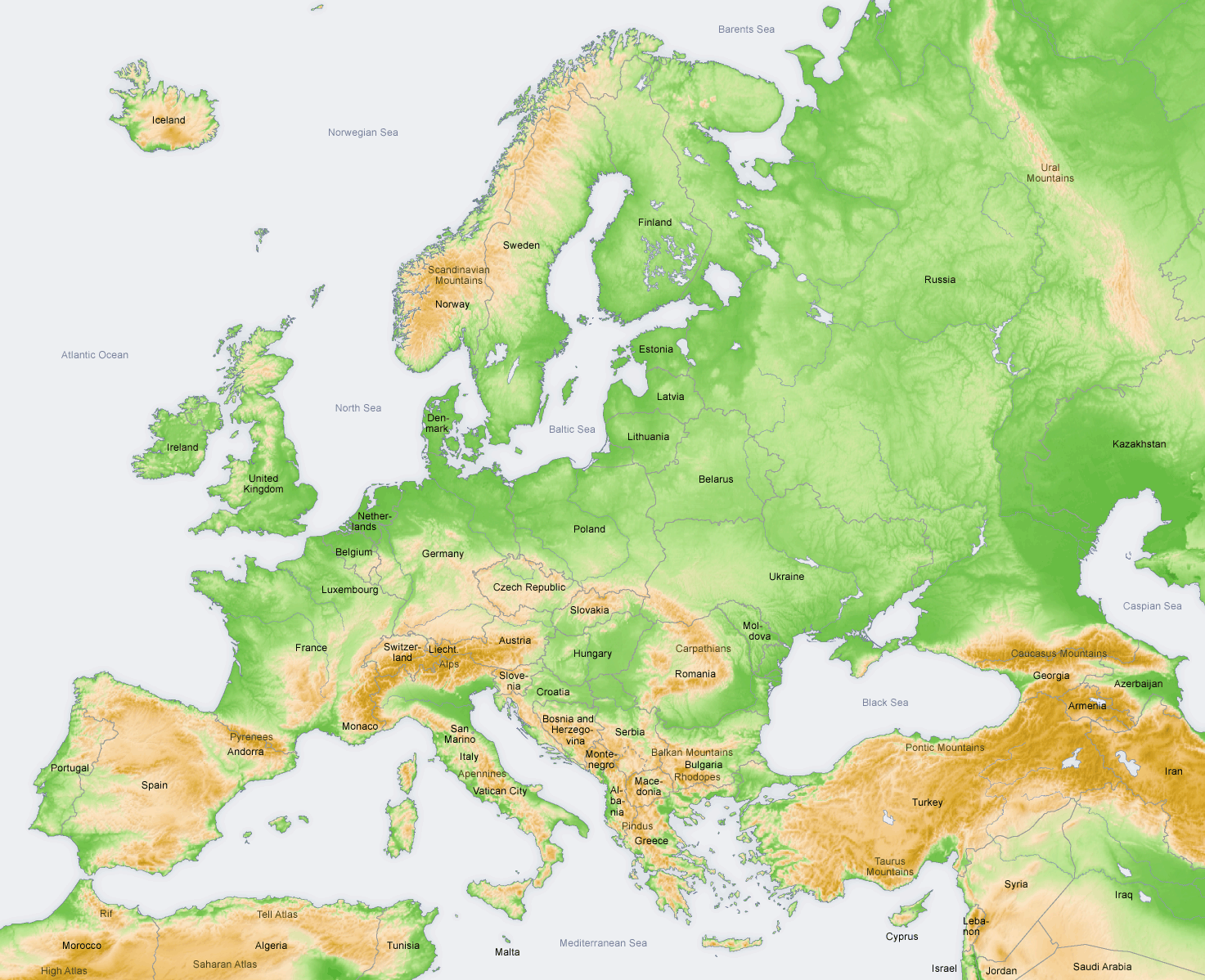
Carta topografica d'Europa.

Questa è una lista dei punti più alti dei Paesi europei.
| Pos. | Stato                 | Vetta               | Altezza (m) | Mappa                                                                            | Immagine |
| ---- | --------------------- | ------------------- | ----------- | -------------------------------------------------------------------------------- | -------- |
| 14   | Albania               | Monte Korab         | 2 764       | Mappa di localizzazione: Albania · Punti più alti dei Paesi europei              |          |
| 10   | Andorra               | Coma Pedrosa        | 2 942       | Mappa di localizzazione: Andorra · Punti più alti dei Paesi europei              |          |
| 7    | Austria               | Großglockner        | 3 798       | Mappa di localizzazione: Austria · Punti più alti dei Paesi europei              |          |
| 6    | Azerbaigian           | Bazardüzü Dağı      | 4 466       | Mappa di localizzazione: Azerbaigian · Punti più alti dei Paesi europei          |          |
| 37   | Belgio                | Signal de Botrange  | 694         | Mappa di localizzazione: Belgio · Punti più alti dei Paesi europei               |          |
| 40   | Bielorussia           | Monte Dzeržinskij   | 345         | Mappa di localizzazione: Bielorussia · Punti più alti dei Paesi europei          |          |
| 23   | Bosnia ed Erzegovina  | Maglić              | 2 386       | Mappa di localizzazione: Bosnia ed Erzegovina · Punti più alti dei Paesi europei |          |
| 11   | Bulgaria              | Mussala             | 2 925       | Mappa di localizzazione: Bulgaria · Punti più alti dei Paesi europei             |          |
| N/A  | Cipro                 | Monte Olimpo        | 1 952       | Mappa di localizzazione: Cipro · Punti più alti dei Paesi europei                |          |
| 48   | Città del Vaticano    | Colle Vaticano      | 75          | Mappa di localizzazione: Vaticano · Punti più alti dei Paesi europei             |          |
| 29   | Croazia               | Dinara              | 1 831       | Mappa di localizzazione: Croazia · Punti più alti dei Paesi europei              |          |
| 46   | Danimarca             | Møllehøj            | 171         | Mappa di localizzazione: Danimarca · Punti più alti dei Paesi europei            |          |
| N/A  | Regno di Danimarca    | Monte Gunnbjørn     | 3 694       | Mappa di localizzazione: Groenlandia · Punti più alti dei Paesi europei          |          |
| 42   | Estonia               | Suur Munamägi       | 318         | Mappa di localizzazione: Estonia · Punti più alti dei Paesi europei              |          |
| 32   | Finlandia             | Halti               | 1 324       | Mappa di localizzazione: Finlandia · Punti più alti dei Paesi europei            |          |
| 3    | Francia               | Mont Blanc          | 4 808       | Mappa di localizzazione: Francia · Punti più alti dei Paesi europei              |          |
| 2    | Georgia               | Shkhara             | 5 201       | Mappa di localizzazione: Georgia · Punti più alti dei Paesi europei              |          |
| 9    | Germania              | Zugspitze           | 2 962       | Mappa di localizzazione: Germania · Punti più alti dei Paesi europei             |          |
| 12   | Grecia                | Olimpo              | 2 919       | Mappa di localizzazione: Grecia · Punti più alti dei Paesi europei               |          |
| 33   | Irlanda               | Carrantuohill       | 1 041       | Mappa di localizzazione: Irlanda · Punti più alti dei Paesi europei              |          |
| 26   | Islanda               | Hvannadalshnjúkur   | 2 110       | Mappa di localizzazione: Islanda · Punti più alti dei Paesi europei              |          |
| 3    | Italia                | Monte Bianco        | 4 808       | Mappa di localizzazione: Italia · Punti più alti dei Paesi europei               |          |
| 16   | Kosovo                | Đeravica            | 2 656       | Mappa di localizzazione: Kosovo · Punti più alti dei Paesi europei               |          |
| 43   | Lettonia              | Gaiziņkalns         | 311,5       | Mappa di localizzazione: Lettonia · Punti più alti dei Paesi europei             |          |
| 18   | Liechtenstein         | Grauspitz           | 2 599       | Mappa di localizzazione: Liechtenstein · Punti più alti dei Paesi europei        |          |
| 44   | Lituania              | Aukštojas           | 294         | Mappa di localizzazione: Lituania · Punti più alti dei Paesi europei             |          |
| 38   | Lussemburgo           | Kneiff              | 560         | Mappa di localizzazione: Lussemburgo · Punti più alti dei Paesi europei          |          |
| 14   | Macedonia del Nord    | Monte Korab         | 2 764       | Mappa di localizzazione: Macedonia del Nord · Punti più alti dei Paesi europei   |          |
| 45   | Malta                 | Ta' Dmejrek         | 253         | Mappa di localizzazione: Malta · Punti più alti dei Paesi europei                |          |
| 39   | Moldavia              | Bălănești           | 430         | Mappa di localizzazione: Moldavia · Punti più alti dei Paesi europei             |          |
| 47   | Monaco                | Chemin des Révoires | 163         | Mappa di localizzazione: Principato di Monaco · Punti più alti dei Paesi europei |          |
| 20   | Montenegro            | Zla Kolata          | 2 534       | Mappa di localizzazione: Montenegro · Punti più alti dei Paesi europei           |          |
| 41   | Paesi Bassi           | Vaalserberg         | 321         | Mappa di localizzazione: Paesi Bassi · Punti più alti dei Paesi europei          |          |
| N/A  | Regno dei Paesi Bassi | Monte Scenery       | 887         | Mappa di localizzazione: Isole BES · Punti più alti dei Paesi europei            |          |
| 22   | Norvegia              | Galdhøpiggen        | 2 469       | Mappa di localizzazione: Norvegia · Punti più alti dei Paesi europei             |          |
| 21   | Polonia               | Rysy                | 2 499       | Mappa di localizzazione: Polonia · Punti più alti dei Paesi europei              |          |
| 24   | Portogallo            | Monte Pico          | 2 351       | Mappa di localizzazione: Azzorre · Punti più alti dei Paesi europei              |          |
| N/A  | Portogallo            | Serra da Estrela    | 1 993       | Mappa di localizzazione: Portogallo · Punti più alti dei Paesi europei           |          |
| 31   | Regno Unito           | Ben Nevis           | 1 344       | Mappa di localizzazione: Regno Unito · Punti più alti dei Paesi europei          |          |
| 30   | Rep. Ceca             | Sněžka              | 1 603       | Mappa di localizzazione: Repubblica Ceca · Punti più alti dei Paesi europei      |          |
| 19   | Romania               | Monte Moldoveanu    | 2 544       | Mappa di localizzazione: Romania · Punti più alti dei Paesi europei              |          |
| 1    | Russia                | Monte Elbrus        | 5 642       | Mappa di localizzazione: Russia europea · Punti più alti dei Paesi europei       |          |
| 36   | San Marino            | Monte Titano        | 749         | Mappa di localizzazione: San Marino · Punti più alti dei Paesi europei           |          |
| 25   | Serbia                | Midžor              | 2 169       | Mappa di localizzazione: Serbia · Punti più alti dei Paesi europei               |          |
| 17   | Slovacchia            | Gerlachovský štít   | 2 655       | Mappa di localizzazione: Slovacchia · Punti più alti dei Paesi europei           |          |
| 13   | Slovenia              | Monte Tricorno      | 2 864       | Mappa di localizzazione: Slovenia · Punti più alti dei Paesi europei             |          |
| 8    | Spagna                | Mulhacén            | 3 479       | Mappa di localizzazione: Spagna · Punti più alti dei Paesi europei               |          |
| N/A  | Spagna                | Teide               | 3 718       | Mappa di localizzazione: Canarie · Punti più alti dei Paesi europei              |          |
| 27   | Svezia                | Kebnekaise          | 2 104       | Mappa di localizzazione: Svezia · Punti più alti dei Paesi europei               |          |
| 5    | Svizzera              | Monte Rosa          | 4 634       | Mappa di localizzazione: Svizzera · Punti più alti dei Paesi europei             |          |
| 34   | Turchia               | Mahya Dağı          | 1 031       | Mappa di localizzazione: Turchia · Punti più alti dei Paesi europei              |          |
| N/A  | Turchia               | Ararat (Ağrı Dağı)  | 5 137       | Mappa di localizzazione: Turchia · Punti più alti dei Paesi europei              |          |
| 28   | Ucraina               | Hoverla             | 2 061       | Mappa di localizzazione: Ucraina · Punti più alti dei Paesi europei              |          |
| 35   | Ungheria              | Kékes               | 1 014       | Mappa di localizzazione: Ungheria · Punti più alti dei Paesi europei             |          |